# 크레이지 컴페티션
크레이지 컴페티션(Competencia Oficial, Official Competition)은 아르헨티나에서 제작된 가스톤 두프라트, 마리아노 콘 감독의 2021년 드라마, 코미디 영화이다. 페넬로페 크루즈 등이 주연으로 출연하였다.

## 출연

### 주연
- 페넬로페 크루즈
- 안토니오 반데라스
- 오스카 마티네즈